# A Bela América
A Bela América é um filme de longa-metragem do realizador António Ferreira, que conta a história de Lucas, um humilde cozinheiro, que através dos seus cozinhados, seduz América, uma estrela de televisão e candidata a presidente da república. O filme aborda questões sociais como o populismo e a desigualdade, num registo misto de drama e humor ácido.
Escrito por César dos Santos Silva e António Ferreira, o filme é protagonizado por Estêvão Antunes (Lucas), São José Correia (América), Custódia Gallego (Mãe), Daniela Claro (Noémia), João Castro Gomes (Vitor) e Carlos Areia (Antunes). Foi rodado integralmente em Coimbra, em zonas históricas da cidade como a Sé Velha ou a baixa de Coimbra no inverno de 2021.
O filme é uma coprodução luso-brasileira, produzido por Tathiani Sacilotto e António Ferreira, com produção da Persona Non Grata Pictures e Diálogos Atómicos de Portugal, em coprodução com a Refinaria Filmes do Brasil, com a participação da RTP - Rádio e Televisão de Portugal e do Canal Brasil.
Selecionado na Mostra Internacional de Cinema de São Paulo, no IFFI Goa – 54th International Film Festival of India e nos Caminhos do Cinema Português em 2023, o filme teve estreia comercial nos cinemas portugueses a 5 de Outubro e nos cinemas brasileiros a 9 de Novembro de 2023.